# Nostima monticola
Nostima monticola är en tvåvingeart som först beskrevs av Malloch 1933.  Nostima monticola ingår i släktet Nostima och familjen vattenflugor. Inga underarter finns listade i Catalogue of Life.